# Irai
Irai – miejscowość i gmina we Francji, w regionie Normandia, w departamencie Orne.
Według danych na rok 1990 gminę zamieszkiwało 427 osób, a gęstość zaludnienia wynosiła 29 osób/km² (wśród 1815 gmin Dolnej Normandii Irai plasuje się na 489. miejscu pod względem liczby ludności, natomiast pod względem powierzchni na miejscu 251.).